# 羽田旭町
羽田旭町（日语：／ Haneda-asahichō */?）是東京都大田區的町名。不設丁番。2013年8月1日為止的人口有520人。郵遞區號144-0042。

## 地理
位於大田區東南部。西部與北部鄰東糀谷。東部與羽田機場之間以海老取川為界。南部與羽田之間以環八通為界。
町域北部與西部的邊界上有首都高速1號羽田線。羽田旭町主要為工業用地。

### 河川
- 海老取川

## 歷史
1958年（昭和33年），羽田三丁目一部分獨立成立羽田旭町。1967年（昭和42年）實施住居表示，一部分編入羽田五丁目，為現行的羽田旭町。

### 地名由來
原屬羽田村內。因期望「旭日東昇」而命名為羽田旭町。

## 交通
町域內沒有鐵路車站，南方有京急空港線穴守稻荷站，另可利用蒲田站出發的巴士路線。

## 設施
- 荏原製作所本社、羽田事業所
- 日航城市酒店羽田東京
- 羽田創意園區（クリエイティブパーク羽田）
- 大田區立六間堀綠地 - 東糀谷邊界。

## 備註
1. ↑  .   [2013-08-26]. （原始内容存档于2014-02-18）.